# Armina
Armina, auch Barrilon, war ein spanisches Volumenmaß für Flüssigkeiten, insbesondere für Wein und Branntwein in Tarragona in Katalonien und Barcelona.
- Tarragona: 1 Armina = 32 Porrons = 34 ⅔ Liter = 34,66 Liter
- Barcelona: 1 Barrilon = 1530 Pariser Kubikzoll = 30,35 Liter